# Mezzanine
Mezzanine (с англ. — «Мезонин») — третий студийный альбом бристольского трио Massive Attack, вышедший в 1998 году.

## Об альбоме
Mezzanine — один из самых успешных альбомов трип-хопа. Диск получил высокие оценки музыкальных критиков, а композиции с него вошли в саундтреки ко многим фильмам.
Треки из альбома задолго до релиза на CD были выложены на официальном сайте группы. По примеру Massive Attack так же начали поступать и другие группы, например Radiohead (альбом In Rainbows).
Другими группами впоследствии было создано множество каверов на композиции Mezzanine. Так, кавер-версии Angel можно услышать в альбоме Revolusongs группы Sepultura, и в альбоме Plagiarism группы The Dillinger Escape Plan.
В 2000 году журнал Q включил альбом в список ста величайших альбомов Британии всех времен.
Также Mezzanine вошёл в 500 величайших альбомов по версии журнала Rolling Stone.

## Список композиций
1. «Angel» (Del Naja/Marshall/Vowles/Hinds) — 6:18
  - вокал — Хорас Энди
  - включает мелодию и текст песни "You Are My Angel" исполнителя Хораса Энди (1973)
  - включает семпл из песни "Last Bongo in Belgium" группы Incredible Bongo Band (1973)
2. «Risingson» (Del Naja/Marshall/Vowles/Reed/Seeger) — 4:58
  - вокал — Дель Найя, Маршал
  - включает семпл из песни 'I Found A Reason' из альбома Loaded группы The Velvet Underground (1970)
  - включает семпл из песни 'Where Have All the Flowers Gone?' исполнителя Пита Сигера (1960)
  - включает семпл из песни 'Dennis the Menace' исполнителя Dennis Pinnock (1978)
3. «Teardrop» (Del Naja/Marshall/Vowles/Fraser) — 5:29
  - вокал — Элизабет Фрейзер
  - включает семпл из песни "Sometimes I Cry" исполнителя Les McCann (1973)
4. «Inertia Creeps» (Del Naja/Marshall/Vowles) — 5:56
  - вокал — Дель Найя
  - включает семпл из песни "Rockwrok" группы Ultravox (1977)
5. «Exchange» (Hilliard/Garson) — 4:11
  - включает семпл из песни «Our Day Will Come» исполнителя Айзека Хейза (1970)
  - включает семпл из песни "Summer in the City" исполнителей Куинси Джонс с участием Валери Симпсон (1973)
6. «Dissolved Girl» (Del Naja/Marshall/Vowles/Sara Jay/Schwartz) — 6:07
  - вокал — Сара Джей (Sarah Jay Hawley)
7. «Man Next Door» (Holt/Smith/Tolhurst/Dempsey) — 5:55
  - вокал — Хорас Энди
  - включает мелодию и текст песни "I've Got to Get Away" группы John Holt & The Paragons (1967)
  - включает семпл из песни "10:15 Saturday Night" группы The Cure (1978)
  - включает семпл из песни "When the Levee Breaks" группы Led Zeppelin (1971)
8. «Black Milk» (Del Naja/Marshall/Vowles/Fraser) — 6:20
  - вокал — Элизабет Фрейзер
  - включает семпл из песни "Tribute" группы Manfred Mann’s Earth Band (1972)
  - включает семпл из песни "Get Out of My Life, Woman" группы Iron Butterfly (1968)
9. «Mezzanine» (Del Naja/Marshall/Vowles) — 5:54
  - вокал — Дель Найя, Маршал
  - включает семпл из песни "Heavy Soul Slinger" исполнителя Bernard Purdie (1972)
10. «Group Four» (Del Naja/Marshall/Vowles/Fraser) — 8:13
  - вокал — Элизабет Фрейзер
  - включает семпл из песни "Up the Khyber" группы Pink Floyd (1969)
11. «(Exchange)» (Hilliard/Garson) — 4:08
  - вокал — Хорас Энди
  - включает мелодию и текст песни "See a Man's Face" исполнителя Хораса Энди (1969)
  - включает семпл из песни «Our Day Will Come» исполнителя Айзека Хейза (1970)
  - включает семпл из песни "Summer in the City" исполнителей Куинси Джонс с участием Валери Симпсон (1973)
12. «Superpredators» (Siouxsie Sioux, Steven Severin, Kenneth Morris, John McKay) (Japanese bonus track) — 5:16
  - включает семпл из песни "Metal Postcard (Mittageisen)" группы Siouxsie & the Banshees (1978)

## Реакция критиков
| Оценки критиков      | Оценки критиков    |
| Источник             | Оценка             |
| Иноязычные издания   | Иноязычные издания |
| -------------------- | ------------------ |
| AllMusic             | [ 2 ]              |
| Entertainment Weekly | A−                 |
| Pitchfork            | 9.3/10             |
| Rolling Stone        | [ 5 ]              |

Альбом получил значительное признание критиков, которые высоко оценили новое звучание коллектива.

## Композиции из Mezzanine в фильмах
«Angel»:
- Её звали Никита (телесериал) эпизод «Off Profile» (1998)
- Пи (1998)
- Best Laid Plans (1999)
- Go! (1999)
- Большой куш (2000)
- Antitrust (2001)
- Телефонная будка (2002)
- Уондерленд (2003)
- Flight of the Phoenix (2004)
- Останься (2005)
- Long Way Round (2005)
- Огненная стена (2006)
- The West Wing episode «Commencement»
- Тайны Смолвилля серия «Rogue»
- Third Watch серия «Anywhere But Here»
- Hollyoaks
- Person of Interest пилотная серия
- Гримм (телесериал) 15 серия первого сезона
- Мой безумный дневник 2 серия второго сезона
- Последователи (телесериал) 2 серия первого сезона

«Teardrop»:
- Доктор Хаус
- Зачарованные
- Cold Case серия «Sanctuary» (2006)
- Побег серия «Tonight» (2006)
- Дарья серия «Write Where it Hurts»
- MTV Downtown серия «Before And After»
- Бледный ВИД сезон 4 серия 9,12 (2006)

«Inertia Creeps»:
- Stigmata (1999)
- Taking Lives (2004)

«Dissolved Girl»:
- Матрица (1999)
- Шакал (1997)

«Superpredators»:
- Шакал (1997)

## Участники записи
- Роберт Дель Ная — вокал (2, 4, 10)
- Грант Маршалл — вокал (2, 4)
- Хорас Энди — вокал (1, 7, 11)
- Элизабет Фрейзер — вокал (3, 8, 10)
- Сара Джей — вокал (6)